# Phil Hanson
Phil Hanson, né le 5 juillet 1999 à Londres, est un pilote automobile britannique.

## Carrière
Phil Hanson a débuté dans le sport automobile très tard en 2013 car typiquement beaucoup d'enfants courent professionnellement en cadet à huit ou dix ans. Il a remporté le championnat du Royaume-Uni pour sa deuxième saison et est passé en sport auto au sein du Tockwith Motorsports. Cette structure lui a permis de gravir les échelons très rapidement car un l'espace d'un an, il est passé successivement du GT3 en LMP3, et pour finir en LMP2,.
Pour la saison 2018, Phil Hanson rejoint United Autosports afin de disputer les European Le Mans Serie en LMP2. Le Britannique participe également aux 24 Heures de Daytona (Floride) aux côtés de Lando Norris et Fernando Alonso.
Il est vainqueur des 24 Heures du Mans 2020 en catégorie LMP2.
Il remporte les 24 Heures du Mans 2025 à bord de la Ferrari n°83 du team privé AF Corse en compagnie des pilotes Robert Kubica et Ye Yifei.

## Palmarès

### Championnat du monde d'endurance
| Année     | Écurie               | Châssis        | Moteur                     | Classe | 1        | 2        | 3      | 4        | 5     | 6     | 7     | 8     | 9   | Total points | Classement |
| --------- | -------------------- | -------------- | -------------------------- | ------ | -------- | -------- | ------ | -------- | ----- | ----- | ----- | ----- | --- | ------------ | ---------- |
| 2017      | Tockwith Motorsports | Ligier JS P217 | Gibson GK428 4,2 l V8 Atmo | LMP2   | SIL      | SPA Abd. | LMS 11 | NÜR Abd. | MEX   | CDA   | FUJ   | SHA   | BHR | 1            |            |
| 2019-2020 | United Autosports    | Oreca 07       | Gibson GK428 4,2 l V8 Atmo | LMP2   | SIL Abd. | FUJ 3    | SHA 3  | BHR 1    | CAM 1 | SPA 1 | LMS 1 | BHR 4 |     | 190          | 1re        |
| 2021      | United Autosports    | Oreca 07       | Gibson GK428 4,2 l V8 Atmo | LMP2   | SPA 1    | POR      | MON    | LMS      | FUJ   | BHR   |       |       |     | 25*          | 1re*       |

* Saison en cours.

### European Le Mans Series
| Année | Écurie               | Châssis        | Moteur                      | Classe | 1      | 2      | 3     | 4        | 5      | 6     | Points | Classement |
| ----- | -------------------- | -------------- | --------------------------- | ------ | ------ | ------ | ----- | -------- | ------ | ----- | ------ | ---------- |
| 2016  | Tockwith Motorsports | Ligier JS P3   | Nissan VK50VE 5,0 l V8 Atmo | LMP3   | SIL    | IMO    | RBR   | LEC 6    | SPA 12 | EST   | 9,5    | 16e        |
| 2017  | Tockwith Motorsports | Ligier JS P217 | Gibson GK428 4,2 l V8 Atmo  | LMP2   | SIL 5  | MON 11 | RBR 9 | LEC      | SPA    | POR   | 12.5   | 16e        |
| 2018  | United Autosports    | Ligier JS P217 | Gibson GK428 4,2 l V8 Atmo  | LMP2   | LEC 12 | MON 10 | RBR 3 | SIL Abd. | SPA 1  | POR 1 | 54     | 5e         |
| 2019  | United Autosports    | Ligier JS P217 | Gibson GK428 4,2 l V8 Atmo  | LMP2   | LEC    | MON 4  | BAR 7 |          |        |       | 71     | 4e         |
| 2019  | United Autosports    | Oreca 07       | Gibson GK428 4,2 l V8 Atmo  | LMP2   |        |        |       | SIL Abd. | SPA 1  | POR 2 | 71     | 4e         |
| 2020  | United Autosports    | Oreca 07       | Gibson GK428 4,2 l V8 Atmo  | LMP2   | LEC 3  | SPA 1  | LEC 1 | MON 1    | POR 3  |       | 109    | 1re        |
| 2021  | United Autosports    | Oreca 07       | Gibson GK428 4,2 l V8 Atmo  | LMP2   | BAR 3  | RBR    | LEC   | MON      | SPA    | POR   | 15*    | 3e*        |

* Saison en cours.

### Asian Le Mans Series
| Année     | Écurie               | Châssis      | Moteur                      | Classe | 1     | 2     | 3     | 4     | Points | Classement |
| --------- | -------------------- | ------------ | --------------------------- | ------ | ----- | ----- | ----- | ----- | ------ | ---------- |
| 2016-2017 | Tockwith Motorsports | Ligier JS P3 | Nissan VK50VE 5,0 l V8 Atmo | LMP3   | ZHU 2 | FUJ 1 | THA 7 | SEP 1 | 77     | 1re        |
| 2018-2019 | United Autosports    | Ligier JS P2 | Nissan VK45DE 4.5 L V8 Atmo | LMP2   | SHA 2 | FUJ 2 | THA 1 | SEP 2 | 80     | 1re        |

### United SportsCar Championship
| Année | Écurie            | Châssis        | Moteur                     | Classe | 1      | 2     | 3   | 4   | 5   | 6     | 7   | 8   | 9   | 10  | Points | Classement |
| ----- | ----------------- | -------------- | -------------------------- | ------ | ------ | ----- | --- | --- | --- | ----- | --- | --- | --- | --- | ------ | ---------- |
| 2018  | United Autosports | Ligier JS P217 | Gibson GK428 4,2 l V8 Atmo | P      | DAY 38 | SEB 5 | LBH | MOH | BEL | WGL 4 | MOS | ELK | LGA | ATL | 72     | 28e        |

### Résultats aux 24 heures du Mans
| Année | Équipe                | Coéquipiers                        | Voiture               | Catégorie | Tours | Pos. | Class Pos. |
| ----- | --------------------- | ---------------------------------- | --------------------- | --------- | ----- | ---- | ---------- |
| 2017  | Tockwith Motorsports  | Nigel Moore Karun Chandhok         | Ligier JS P217-Gibson | LMP2      | 351   | 11e  | 10e        |
| 2018  | United Autosports     | Paul di Resta Filipe Albuquerque   | Ligier JS P217-Gibson | LMP2      | 288   | Abd. | Abd.       |
| 2019  | United Autosports     | Paul di Resta Filipe Albuquerque   | Ligier JS P217-Gibson | LMP2      | 365   | 9e   | 4e         |
| 2020  | United Autosports     | Paul di Resta Filipe Albuquerque   | Oreca 07-Gibson       | LMP2      | 370   | 5e   | 1er        |
| 2021  | United Autosports USA | Filipe Albuquerque Fabio Scherer   | Oreca 07-Gibson       | LMP2      | 328   | 40e  | 18e        |
| 2022  | United Autosports USA | Filipe Albuquerque Will Owen       | Oreca 07-Gibson       | LMP2      | 366   | 14e  | 10e        |
| 2023  | United Autosports     | Filipe Albuquerque Frederick Lubin | Oreca 07-Gibson       | LMP2      | 321   | 21e  | 11e        |
| 2024  | Hertz Team Jota       | Jenson Button Oliver Rasmussen     | Porsche 963-Porsche   | Hypercar  | 311   | 9e   | 9e         |
| 2025  | AF Corse              | Robert Kubica Ye Yifei             | Ferrari 499P-Ferrari  | Hypercar  | 367   | 1er  | 1er        |

### Résultats aux 24 heures de Daytona
| Année | Écurie            | Copilotes                    | Voiture               | Classe | Tours | Pos. | Class Pos. |
| ----- | ----------------- | ---------------------------- | --------------------- | ------ | ----- | ---- | ---------- |
| 2018  | United Autosports | Fernando Alonso Lando Norris | Ligier JS P217-Gibson | P      | 718   | 38e  | 13e        |